# Srebrny Pawilon
Srebrny Pawilon (jap. 銀閣寺 Ginkaku-ji, właśc. Świątynia Srebrnego Pawilonu) lub oficjalnie Jishō-ji (jap. 慈照寺) – świątynia buddyjska w dzielnicy Sakyō-ku w Kioto w Japonii. Jest ośrodkiem szkoły rinzai buddyzmu zen. W 1994 została wpisana na listę światowego dziedzictwa UNESCO jako część Zespołu zabytkowego dawnego Kioto, Uji i Ōtsu.

## Historia
Ginkaku-ji została zbudowana w 1482 przez sioguna Yoshimasę Ashikagę (1435–1490), wzorującego się na Kinkaku-ji, Złotym Pawilonie, zbudowanym przez jego dziadka. Zamierzał pokryć Ginkaku-ji srebrem, ale w 1467 z powodu wojny ery Ōnin (Ōnin no ran) wstrzymano budowę i tego planu nigdy nie zrealizowano.
Podobnie jak Kinkaku-ji, Ginkaku-ji została zbudowana, aby służyć jako spokojne i odosobnione miejsce wypoczynku dla sioguna. Yoshimasa Ashikaga niewiele interesował się polityką, przedkładając nad nią sztukę i kulturę. Przyczynił się do odrodzenia kultury dworskiej, zwanej „Higashiyama bunka”, którą kultywował w Ginkaku-ji, kontemplując spokój i piękno ogrodów, podczas gdy wojna Ōnin obróciła Kioto w ruinę.
W 1485 Yoshimasa został mnichem buddyjskim zen, a po jego śmierci w 1490 Ginkaku-ji przekształcono w świątynię o nazwie Jishō-ji. Do dzisiaj zachowały się tylko dwa budynki: Srebrny Pawilon i pawilon Tōgu-dō (東求堂) (skarb narodowy) z 1485, w którym znajduje się jedno z najstarszych pomieszczeń (chashitsu) do ceremonii picia herbaty.
Obok świątyni rozciąga się ogród pełen mchu, ze stawami, wysepkami i mostkami, małymi strumieniami i licznymi, różnymi roślinami oraz tradycyjny ogród japoński suchego krajobrazu, zaprojektowany prawdopodobnie przez Sōamiego (1455–1525): Ginshadan („Morze Srebrnego Piasku”), którego częścią jest kopiec piasku o nazwie Kōgetsudai („Platforma do oglądania księżyca”), kojarzony także z górą Fudżi.

## Architektura
Srebrny Pawilon to dwupiętrowy budynek. Pierwsze piętro utrzymano w stylu shoin-zukuri. Było ono miejscem, w którym siogun praktykował medytację zen. Drugie piętro miało uświęcać boginię Kannon. Ściany wyłożono boazerią, a okna były wklęsłe z papierowymi przesuwanymi drzwiami. Można było tu również znaleźć pozłacany wizerunek bogini Kannon. Jako że przy budowie Srebrnego Pawilonu silnie inspirowano się Złotym Pawilonem, oba budynki łączyło wiele elementów – ogólne proporcje, linia okapów, gonty korowe na dachach, prostokątne otwory na piętrze, załamane okna (katomado) na najwyższych piętrach i werandy z balustradami.
Prywatną rezydencję sioguna stanowił jednopiętrowy budynek z cztero- i dwuspadowym dachem pokrytym korą cyprysu japońskiego. W budynku znajdował się pokój z ołtarzem, w którym pierwotnie znajdował się wizerunek Buddy Amidy, i trzy dodatkowe pokoje. Przed Tōgu-dō znajdował się ogród w stylu zen, zbudowany wokół stawu.
Od głównej bramy, poprzez bramę środkową, do dolnej części ogrodu prowadziła ścieżka wyznaczona bambusowym płotkiem i wysokim żywopłotem. Dolna część ogrodu składała się z ogrodu spacerowego w stylu zen, utworzonego wokół stawu, nad którym poprowadzono siedem mostów. Można było tu znaleźć kompozycje skalne, mosty i rośliny ułożone w sceny inspirowane słynnymi miejscami opisanymi w klasycznej literaturze japońskiej i chińskiej. W tle ogrodu widoczna była góra Tsukimachi. W latach 1603–1868 w pobliżu stawu powstał suchy ogród. Górna część ogrodu zorganizowana była wokół ścieżki, wijącej się po stromym zboczu. Udekorowano ją kompozycjami skał, drzewami, krzewami i kwiatami. Ze szczytu zbocza rozciągał się widok na staw, suchy ogród i budynki. Za ogrodem znajdował się zagajnik cedrów japońskich, oddzielony bambusowym płotem.

## Galeria

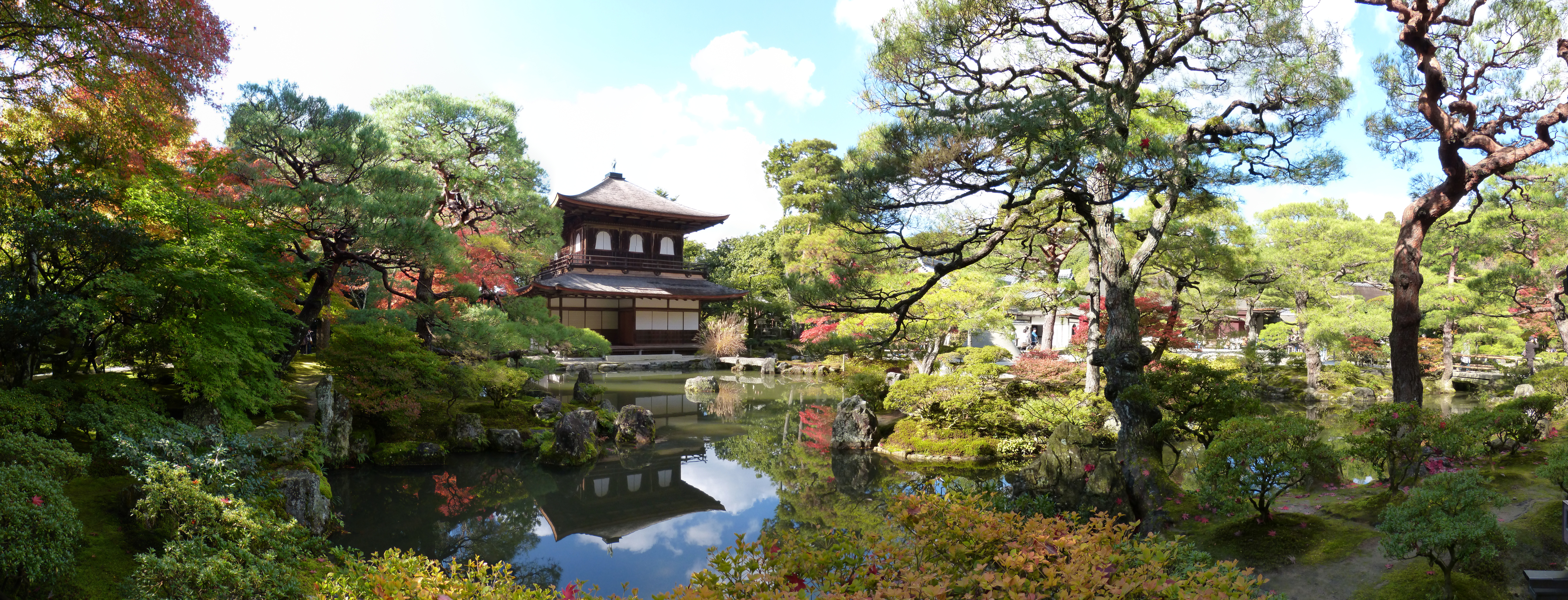
Ogród wokół Ginkaku-ji

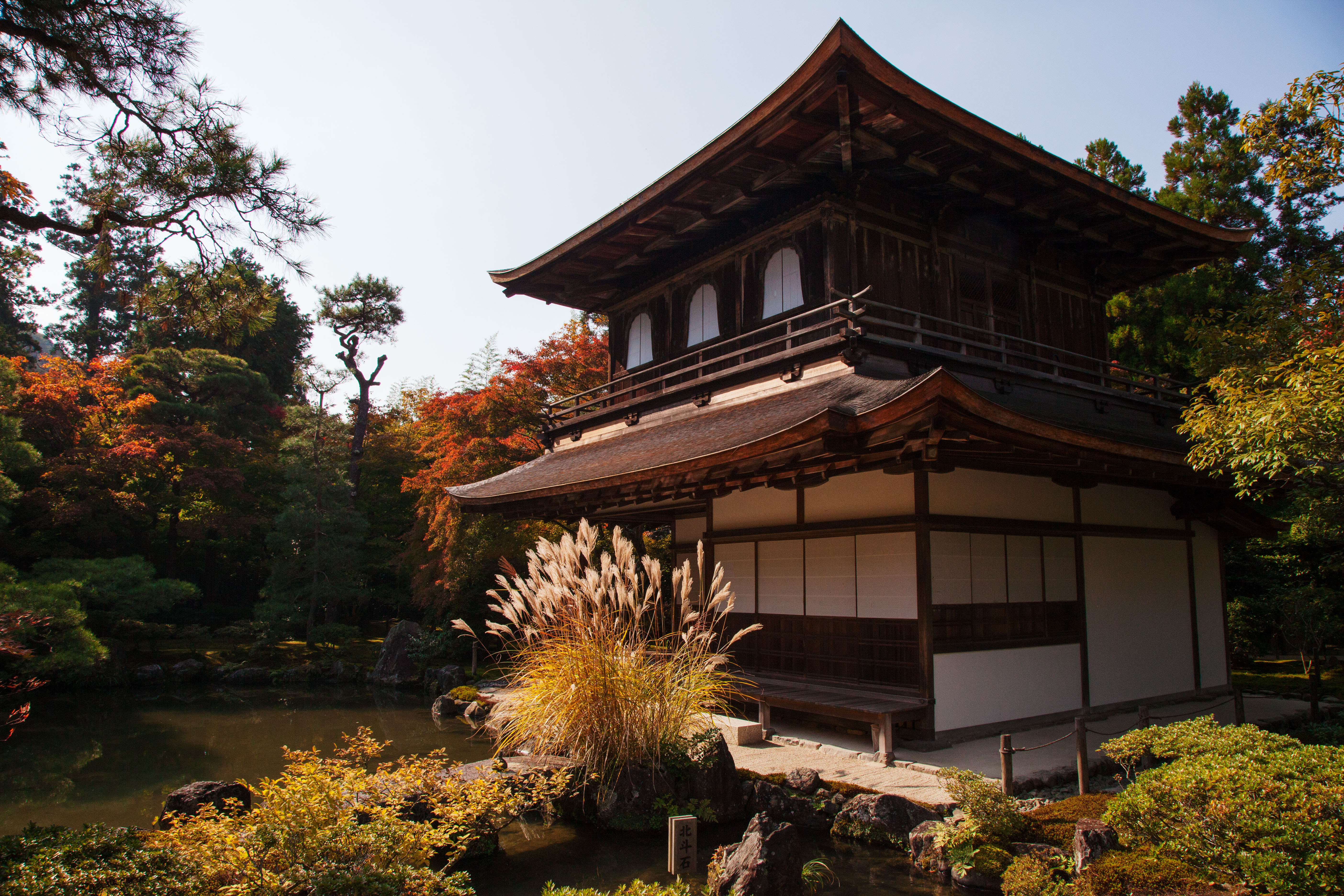
Srebrny Pawilon
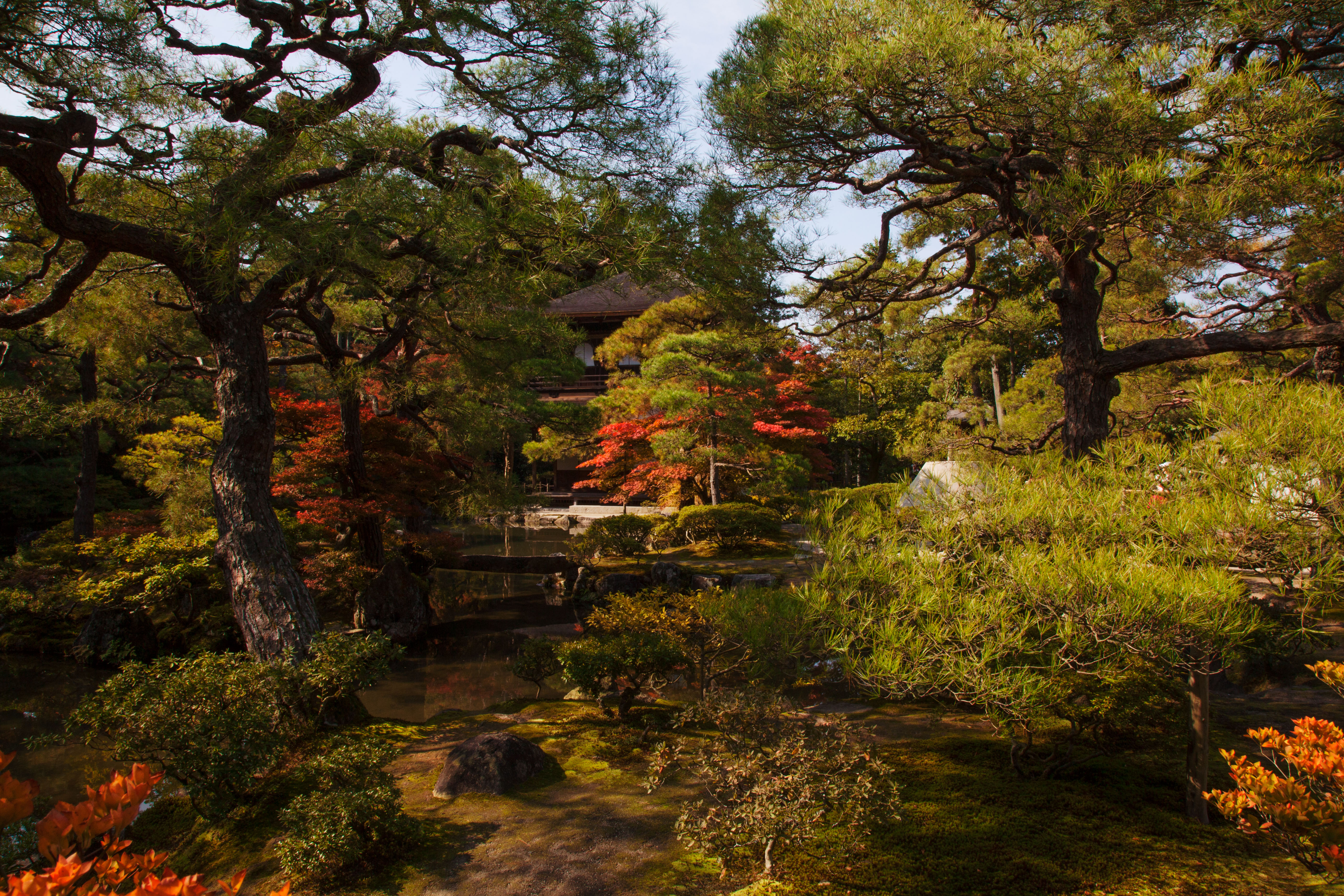
Ogród świątynny
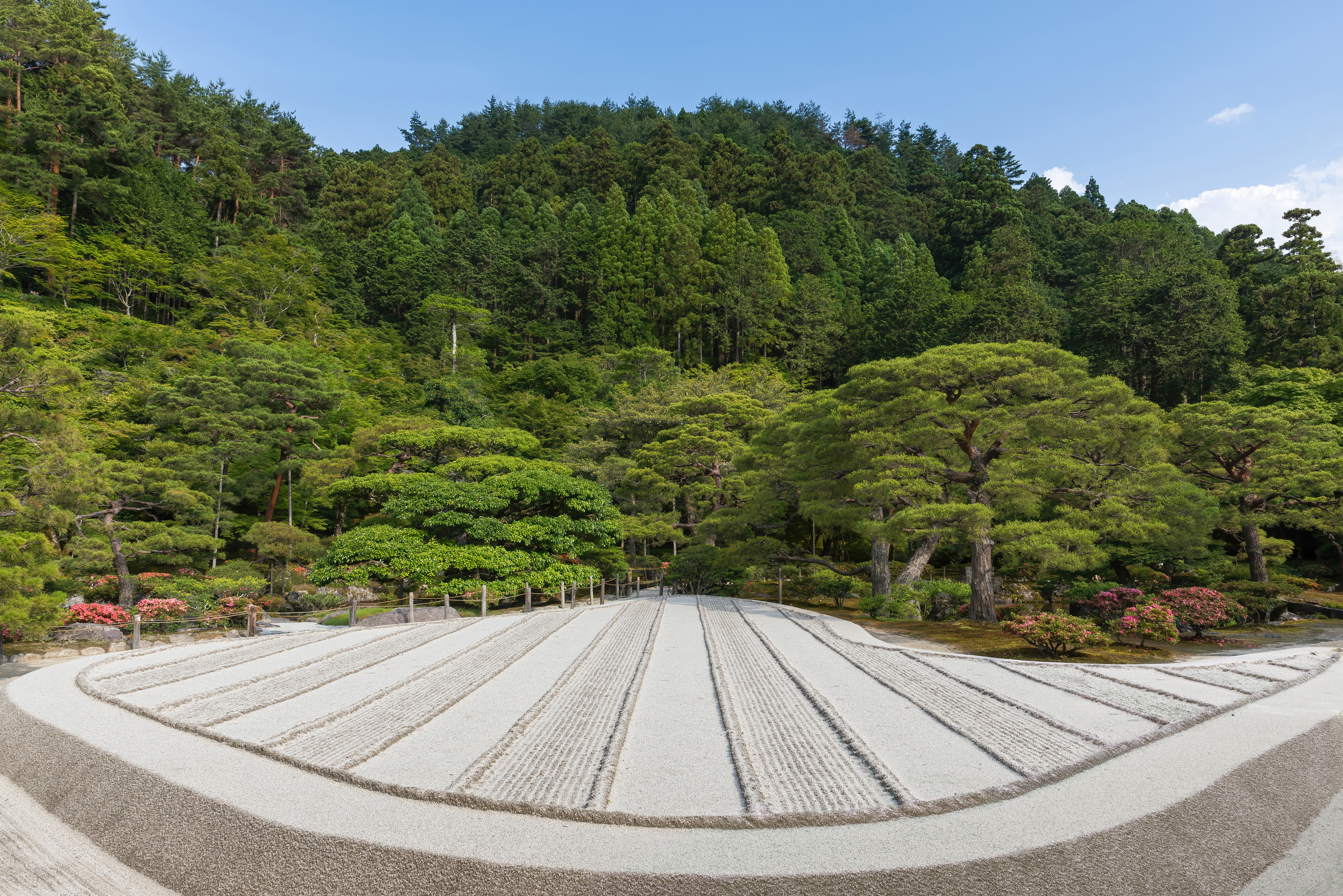
Ginshadan („Morze Srebrnego Piasku”)
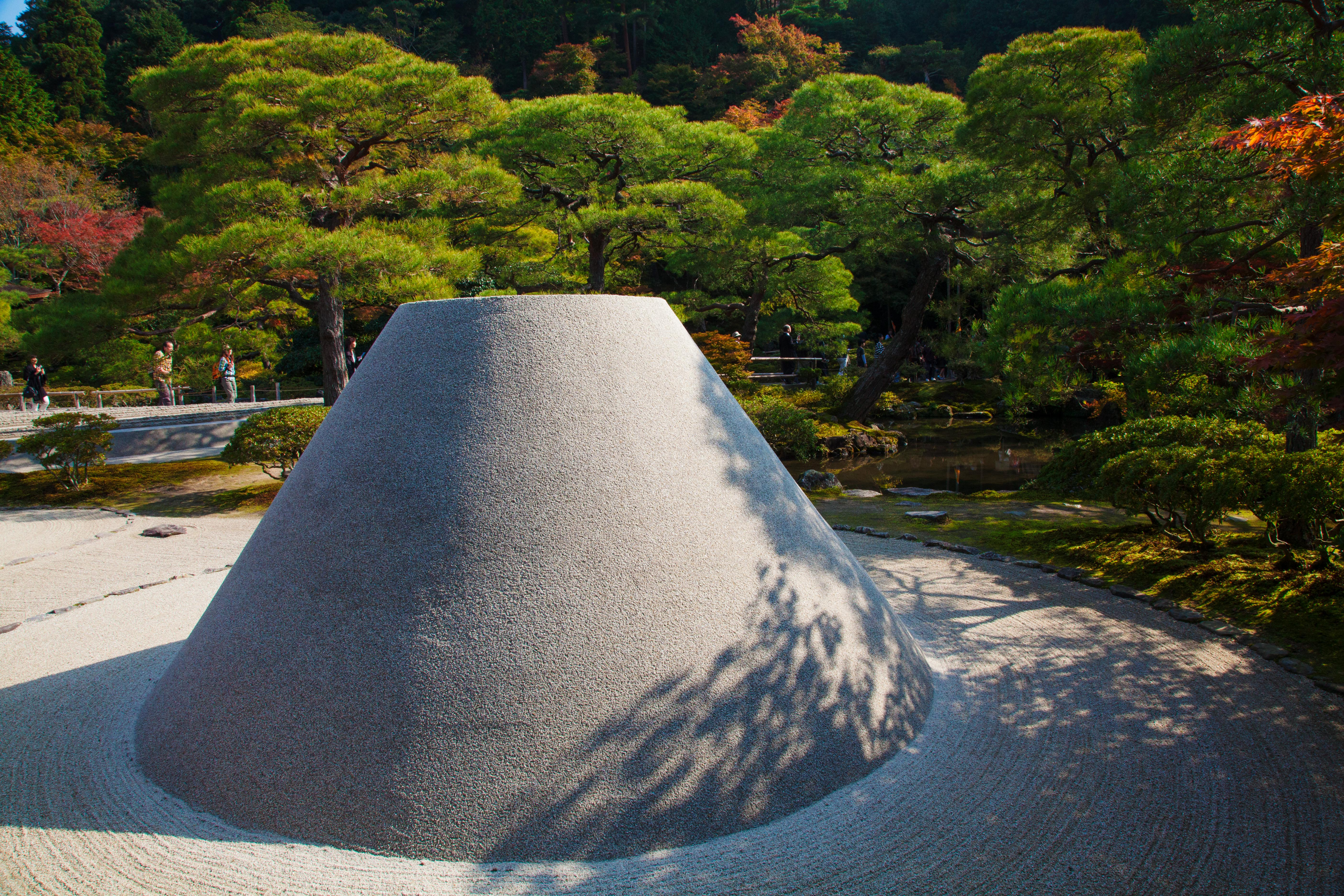
Kōgetsudai („Platforma do oglądania księżyca”)
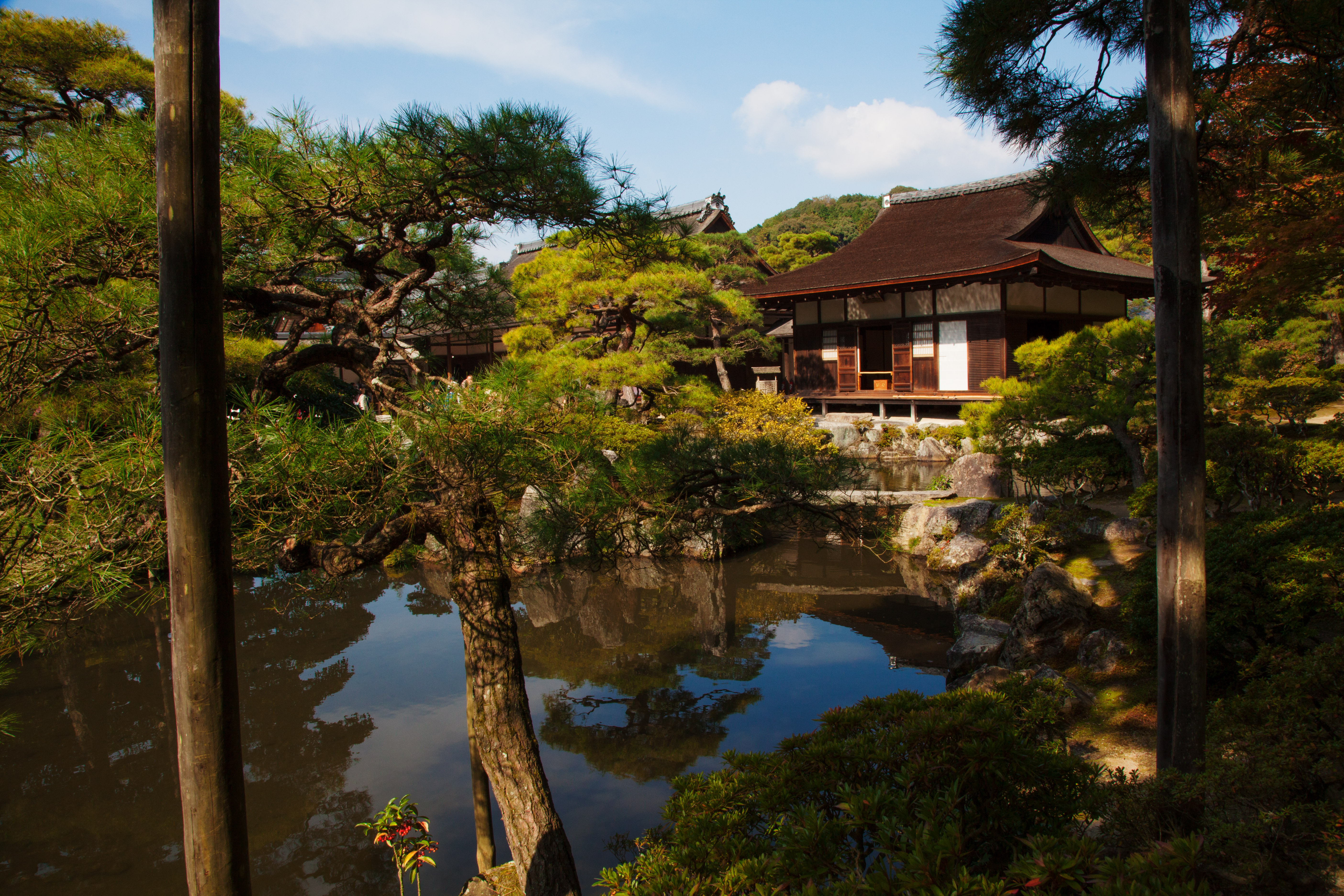
Pawilon Tōgu-dō nad stawem